# Груба Григорій Іванович
Григорій Іванович Груба (* 30 березня 1954, село Мгар Лубенського району Полтавської області) — Народний депутат України, член Партії регіонів.

## Освіта
У 1977 році закінчив Одеський політехнічний інститут за спеціальністю інженер-електрик.
У 2004 отримав другу освіту, закінчивши Українську інженерно-педагогічну академію, за спеціальністю менеджер організацій, менеджер — економіст.
Того ж року закінчив Харківський регіональний інститут державного управління Української академії державного управління при Президентові України, отримавши диплом магістра державного управління.

## Трудова діяльність
1971–1972 рр.. — Електромонтер 1-го розряду Лубенського меблевого комбінату, м. Лубни
1977–1986 рр.. — Старший інженер — електрик НДІ «КримНДІпроект» в Сімферополі.
1986–2002 рр.. — Пройшов шлях від інженера — конструктора до першого заступника генерального директора підприємства «Крименерго».
З 2002 до 2012 — голова правління ПАТ «Крименерго».

## Політична діяльність
Депутат Верховної Ради Криму двох скликань.
На парламентських виборах 2012 р. був обраний депутатом Верховної Ради України від Партії регіонів по одномандатному мажоритарному виборчому округу № 10. За результатами голосування отримав перемогу набравши 41,60% голосів виборців.

## Науковий ступінь
Доктор наук з державного управління, академік Інженерної академії України.
Член Центрального правління Науково-технічної спілки енергетиків та електротехніків України.

## Сім'я
Одружений, має доньку Олену, внучку і внука.